# 컨베어 B-36 피스메이커
컨베어 B-36 피스메이커(영어: Convair B-36 Peacemaker)는 6발 프로펠러 피스톤엔진과 4발의 제트엔진을 장착한 대형 전략폭격기다. 실전에 투입된 사례는 없으나 2차대전 후 냉전이 시작된 1940년대 후반부터 1950년대 후반까지 미국의 핵안보의 일익을 담당하였다.

## 제원(B-36J-III)
정보의 출처: National Museum of the US Air Force
일반 특성
- 승무원: 13
- 길이: 162 ft 1 in (49.42 m)
- 날개폭: 230 ft 0 in (70.12 m)
- 높이: 46 ft 9 in (14.25 m)
- 날개면적: 4,772 ft²[2] (443.5 m²)
- 날개꼴: NACA 63(420)-422 root, NACA 63(420)-517 tip
- 공허중량: 166,165 lb (75,530 kg)
- 탑재중량: 262,500 lb[2] (119,318 kg)
- 최대이륙중량: 410,000 lb (186,000 kg)
- 엔진:
  - 4× General Electric J47 turbojets, 5,200 lbf (23.2 kN)  각각
  - 6× Pratt & Whitney R-4360-53 "Wasp Major" radials, 3,800 hp (2,835 kW)  각각

성능
- 최대속도: 418 mph (363 knots, 672 km/h)
- 순항속도: 230 mph (200 knots, 370 km/h)
- 전투행동반경: 3,985 mi (3,465 nmi,[2] 6,415 km)
- 최대항속거리: 10,000 mi (8,700 nmi, 16,000 km)
- 상승한도: 43,600 ft (13,300 m)
- 상승률: 1,995 ft/min (10.1m/s)

무장
- 기관포: 1 remotely operated tail turret with 2× 20 mm (0.787 in) M24A1 autocannons[2]
- 폭탄: 86,000 lb (39,000 kg) with weight restrictions, 72,000 lb (32,700 kg) normal[2]

## 같이 보기
- 보잉 B-29 슈퍼포트리스
- 보잉 B-52 스트래토포트리스
- 노스럽 YB-35
- 투폴레프 Tu-95